# Numărătoarea Omerului

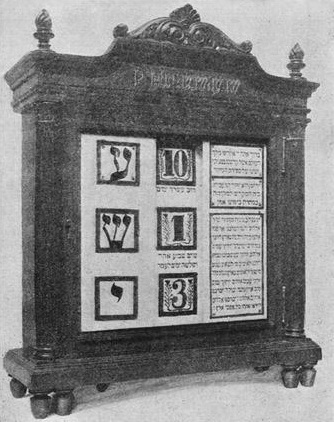
O tablă a numărătorii Omerului, reprezentând sus - zilele Omerului, la mijloc - numărul săptămânilor de la începerea numărării, iar jos - numărul de zile trecute din săptămâna în curs

Numărătoarea Omerului (în ebraică:ספירת העומר, Sfirat Haomer) este numărarea verbală a fiecăreia dintre cele 49 de zile dintre Paștele evreiesc sau Pesah și sărbătoarea Șavuot (Shavuot, Sărbătoarea Săptămânilor sau Rusaliile evreiești).
Ea se face conform comandamentului din Tora scrisă (Pentateuh) de a număra 49 de zile din ziua ofrandei Omerului în Templul din Ierusalim, Omerul fiind numele unei măsuri antice de orz, și până în ziua ofrandei de grâu din sărbătoarea de Șavuot. 
Numărătoarea Omerului începe pentru iudaismul rabinic din a doua zi de Paște (16 Nisan, după calendarul iudaic). Pentru secta caraiților începe în sâmbăta dinăuntrul săptămânii de Paște și până în ziua care precede Șavuot, care e calculată „a cincizecea zi”. 
Ideea numărării fiecărei zile reprezintă o pregătire spirituală și o anticipare a Primirii Legii, pe Muntele Sinai care e subiectul celebrării religioase în sărbătoarea Șavuot, la începutul lunii Sivan. 
După cum susține cartea „Sefer Hahinuh”, poporul evreu a fost slobozit din Egipt la Paște pentru a primi Legea Tora pe muntele Sinai și pentru a împlini poruncile ei. Cu alte cuvinte numărătoarea Omerului accentuează voința evreului credincios de a accepta prescripțiile Torei în cursul propriei sale vieți.